# ده كند (بابويي)
ده کند (بالفارسية: ده کند) هي قرية تقع في إيران في قسم بابويي الريفي. يقدر عدد سكانها بـ 131 نسمة بحسب إحصاء 2016.